# Перегонина
Перегонина (пол. Przegonina) — колишнє лемківське село, а тепер — частина села Бодаки ґміни Сенкова Горлицького повіту Малопольського воєводства Республіки Польща. 

## Розташування
Лежить у долині потоку Бортнянка — лівої притоки річки Сенківка.
Розташоване неподалік від польсько-словацького кордону, за 8 км від адміністративного центру ґміни — міста Сенкова, 13 км до адміністративного центру повіту — міста Горлиці і 112 км до центру воєводства — міста Краків.

## Історія
Вперше згадується в податковому реєстрі 1581 року як село Бецького староства у Бецькому повіті, належало до парохії Ропиця, було 2 селянські півгосподарства і господарство солтиса.
У міжвоєнний період у селі була москвофільська читальня імені Качковського. 
До 1945 р. в селі була дочірня греко-католицька церква парохії Бортне Горлицького деканату, метричні книги велися з 1784 року. В 1928 р. майже половина селян після Тилявського розколу змінили конфесію на православну. В 1936 р. в селі було 236 греко-католиків і 198 православних.

## Населення
До 1945 року в селі було чисто лемківське населення: з 350 жителів села — усі 350 українці.

## Місцеві пам'ятки
- Греко-католицька церква св. Вмч. Димитрія, дерев'яна, збудована в 1902 р., в 1947 р. перетворена на костел.
- Також поряд є дерев'яна православна церква св. Димитрія 1934 р., з 1947 р. використовувалася під стодолу, з 1957 р. повернена православній громаді та є філіальною парафії в Бортному.

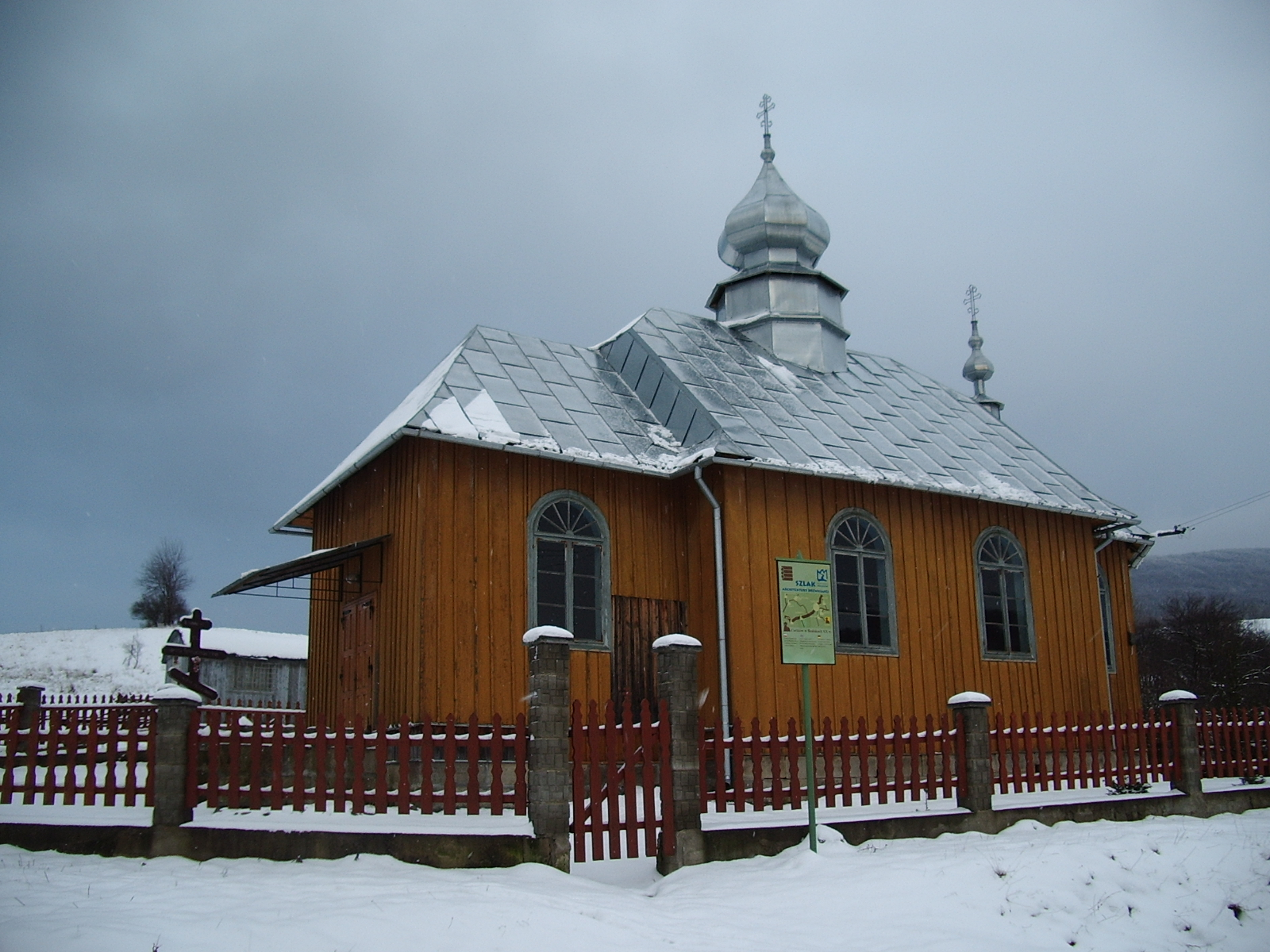
Православна церква

- Військове кладовище №69 часів Першої світової війни.